# Slow food
Slow food er en moderne betegnelse for mad, der tager relativt lang tid at anrette. Udtrykket er opstået som modsætning til det ældre og mere velkendte begreb "fastfood".